# 蜘蛛俠 (2018年遊戲)
《蜘蛛人》（又译作）是由Insomniac Games開發並由索尼互動娛樂發行於PlayStation 4平台的动作冒险游戏，同時也是Insomniac獲得授權後基於漫威漫畫超級英雄蜘蛛俠製作的作品。本作為全新的蜘蛛人故事，與現有的漫畫、電影、動畫和電子遊戲沒有任何關聯，展現一個年齡更大且更有經驗的蜘蛛俠。遊戲於2018年9月7日在全球發售。
本作的續作《蜘蛛人：麥爾斯·莫拉雷斯》於2020年11月12日發售。本作PS5高畫質重製的《蜘蛛人 重製版》於2020年11月12日發布，並於2022年8月12日發布於PC平台。第二部續作《蜘蛛人2》於2023年10月20日於PlayStation 5推出。

## 遊戲玩法
《蜘蛛人》是一款把舞台設定在現代開放世界紐約市的第三人稱動作冒險遊戲。它有許多諸如空中戰鬥、蜘蛛感應與本能反應和得意技等戰鬥系統，同時也可以用蜘蛛丝把敵人從建築物的頂部拉下來。玩家可以使用蜘蛛俠的能力，例如蛛網投擲和爬牆，也可以用跑酷的方式在街頭穿梭以及製作和使用具有特殊能力的小玩意和穿上替代裝束。環境戰鬥、快速反应事件和潛行亦會成為《蜘蛛人》的一部分。彼得·帕克會在遊戲的某些部份成為可玩角色，而他的女友瑪莉·珍·華生則會在一些「關鍵時刻」讓玩家操控。

## 設定

### 角色
除了蜘蛛俠和瑪莉·珍·華生之外，麥爾斯·莫拉雷斯、梅嬸、諾曼·奧斯朋、渡邊由里和黑貓等都會出現在遊戲內。很多蜘蛛人系列和其他漫威漫畫的反派也會出現，例如八爪博士、負極先生、金霸王、震動人、電光人、犀牛人、 蠍子人、禿鷹、銀貂、墓石、怪咖女和模仿大師。DLC出現角色有黑猫和锤头。

## 故事剧情
彼得·帕克是一位正於實驗室實習並將從大學畢業的23歲青年，他八年前成為蜘蛛俠，並一直擔任紐約的保護者。在故事初期，他打敗了控制了整個紐約黑道的威爾森·菲斯克和震動人。金霸王被蜘蛛侠抓住后，之後一個名叫「心魔」（Inner Demons）的幫派接管了金霸王的地盤。蜘蛛俠接著到達由金霸王擁有的工地，受命保護其工人免受「心魔」的侵襲。在對抗「心魔」的時候，彼得發現領導他們的，是紐約最著名的慈善家之一——馬丁·李（Martin Li）的另一個人格負極先生。馬丁是F.E.A.S.T的運行者，而梅嬸正是該公司的職員，這讓彼得左右兩難。
瑪莉·珍·華生和蜘蛛侠了解到「心魔」正在寻找一种叫做魔鬼之息的东西。在杰弗逊·戴维斯警官的帮助下，蜘蛛侠挫败了一次「心魔」的袭击。戴维斯因其见义勇为的行动被奥氏企业总裁兼纽约市市长诺曼·奥斯本（绿魔）表彰。「心魔」袭击了活动，杀死了戴维斯和许多其他与会者。彼得·帕克目睹马丁·李变成了他们的领袖“負極先生”,但在他出手干预之前就被打昏了。袭击发生后，诺曼·奥斯本雇用银貂取代警察。彼得和戴维斯的儿子迈尔斯·莫拉雷斯成为朋友，并说服他去F.E.A.S.T .做志愿者。
彼得和八爪博士继续他们对高级假肢的研究，但诺曼·奥斯本撤回了他们的资助，试图迫使八爪博士为他的大公司奥氏企业工作。在寻找李的过程中，蜘蛛侠发现魔鬼之息是一种致命的生化武器，是奥氏企业在开发治疗遗传疾病的方法时无意中制造的。馬丁·李找到并偷走了唯一的魔鬼之息样本，并威胁说，除非诺曼·奥斯本向他投降，否则他将把它公之于众。瑪莉·珍·華生和蜘蛛侠合作，将馬丁·李监禁在木筏监狱，而魔鬼之息暂时是安全的。
与此同时，八爪博士痴迷于创造超越人体极限的增强肢体，创造了四个从背部操作并通过神经接口进行精神控制的机械触手。他向彼得·帕克透露，他正遭受着神经肌肉疾病，这将不可避免地使他无法动弹，而增强的肢体将使他在身体衰竭时继续工作。彼得警告八爪博士，这个系统会影响他的思想和个性。八爪博士继续秘密使用它，并对诺曼·奥斯本感到愤怒。後來八爪博士放出監獄中的犯人及電光人、禿鷹、犀牛人、蠍子人、負極先生大鬧紐約，此時蜘蛛人的考驗才正要開始。蜘蛛侠了解到他的一些最大的敌人：電光人、禿鷹、犀牛人、蠍子人、負極先生已经逃跑了。他们制服了蜘蛛侠，并把他擒获给八爪博士，现在的“八爪博士”，他警告挨打的蜘蛛侠不要干涉，然后夺回魔鬼之息，并在时代广场释放它，导致大规模爆发，感染了许多人，包括梅嬸。纽约陷入混乱，而邪恶六人组攻击城市。诺曼·奥斯本宣布戒严，并指责蜘蛛侠的事件，他是一个逃犯。
蜘蛛侠逐渐夺回城市，击败了邪恶六人组中的電光人、禿鷹、犀牛人、蠍子人。瑪莉·珍·華生潜入诺曼·奥斯本的顶层公寓，得知奥氏企业开发了魔鬼之息来治愈诺曼·奥斯本身患绝症的儿子哈利·奥斯本（毒液）。小时候，馬丁·李是治愈的实验对象，在一次能量爆炸中获得了自己的能力，那次爆炸也杀死了他的父母，并引起了他对诺曼·奥斯本的仇恨。她还了解到魔鬼之息的解药存在，馬丁·李偷走了它。蜘蛛侠追踪并击败了馬丁·李，但八爪博士到达，残忍地对待蜘蛛侠，并带着解药和诺曼·奥斯本逃离。在蜘蛛侠恢复的过程中，迈尔斯被一只奥氏企业的转基因蜘蛛咬了，这只蜘蛛是玛丽在不知情的情况下从诺曼·奥斯本的阁楼里带出来的。
受伤的彼得为自己制造了一套装甲服，在奥氏企业大楼顶上对抗八爪博士，救出了诺曼·奥斯本。八爪博士透露，他知道彼得的秘密身份，一场战斗随之而来。蜘蛛侠找到了解药并打败了八爪博士，留下他被逮捕。彼得被迫在使用有限的治疗方法来拯救濒死的梅嬸和为受感染的大众的合成疫苗之间做出抉择；他决定拯救所有人。在梅嬸死前，她透露自己知道彼得是蜘蛛侠，并为他感到骄傲。
三个月后，纽约恢复了正常，彼得·帕克和瑪莉·珍·華生旧情复燃，互相接吻并成为情侣。迈尔斯·莫拉雷斯向彼得透露，他已经获得了蜘蛛般的力量，彼得也在其面前透露自己的力量和身份。诺曼·奥斯本不光彩地辞去市长职务后进入了一个秘密实验室，在那里，哈利·奥斯本被一种黑色网状物质（共生体）禁锢着。当诺曼·奥斯本把手放在水箱上时，共生体起了反应也活动起来，哈利·奥斯本即将在续作中成为毒液。

## 開發
漫威遊戲接洽上索尼互動娛樂（SIE），希望後者發行一款漫威英雄題材的遊戲。《蜘蛛俠》是Insomniac Games首款獲得授權的遊戲，並由《日落过载》的製作人，公司前任遊戲社群經理布萊恩·因蒂哈爾（Bryan Intihar）擔任創意總監，而萊恩·史密斯（Ryan Smith）則擔當遊戲總監一職，這同時也是因蒂哈爾首次當上該職位。Insomniac Games的遊戲社群經理證實他們會使用改良過的《日落过载》引擎，也公佈《蜘蛛俠》擁有該公司史上最大的開發團隊。遊戲在E3 2016期間的索尼新聞發佈會亮相，這是Insomniac與索尼的首款非系列作品，亦標誌著漫威遊戲與對熱愛自家公司角色的「最佳遊戲公司」合作的新戰略開始。
尤里·洛文塔爾是遊戲中蜘蛛俠的配音員。2015年初，洛文塔爾一開始得到《蜘蛛俠》的配音工作時廣受抨擊，原因是他同時為《日落过载》其中一個主要角色獻聲，但《蜘蛛俠》的主編劇喬恩·帕奎特（Jon Paquette）相信其聲演能力而說服他留下。洛文塔爾在整個遊戲開發過程中與兩名替身配音員一起工作，他試圖區分出彼得·帕克和蜘蛛俠的聲音，但他亦認為他們不可能完全相同，因此花費大量時間「用妙計和按摩」在他的聲演上，以達到平衡。
2017年4月，漫威數字媒體（Marvel Digital Media）的副總裁兼總編輯萊恩·佩納戈斯（Ryan Penagos）表示遊戲將於2017年發布。 在索尼的E3 2017新聞發佈會，《蜘蛛人》的首個演示影片被公開，其亦提到作品會在2018年發行。SIE美國工作室總裁兼SIE全球工作室董事長尚恩·雷登在之後的E3 2018證實，《蜘蛛人》會與其他索尼的遊戲一起於2018年上半年發布。該遊戲計劃於2018年9月7日發行。

## 評價
| 汇总媒体   | 得分        |
| ---------- | ----------- |
| Metacritic | PS4: 87/100 |

| 媒体            | 得分   |
| --------------- | ------ |
| Destructoid     | 9/10   |
| 电子游戏月刊    | 9/10   |
| Game Informer   | 9.5/10 |
| Game Revolution | [ 28 ] |
| GamesRadar+     | [ 29 ] |
| GameSpot        | 9/10   |
| IGN             | 8.7/10 |
| USGamer         | [ 32 ] |
| VideoGamer.com  | 8/10   |

在Metacritic網站上，PS4版《蜘蛛俠》經116份媒體評論得到“普遍正面”的评价。其游戏性、画面、剧情和音乐都收到了广泛赞誉，但是由于游戏的开放世界过于常见而且缺乏创新，《蜘蛛俠》也受到了批评。多数评论家称它为“史上最好的超级英雄游戏之一”。
游戏里利用蜘蛛丝穿梭城市的机制受到了大众的赞扬。電子遊戲月刊的约什·哈蒙（Josh Harmon）将称这个蜘蛛丝机制为“绝对的震撼”和“一个对于2004年《蜘蛛侠2》蜘蛛丝机制的简化版”。Game Revolution的杰森·福克纳（Jason Faulkner）说《蜘蛛侠》是“超棒的游戏，我不确定还有没有其他游戏达到了这款游戏对于速度和移动的把控。它从头到尾都很优秀”。IGN的写手乔纳森·多恩布拉什（Jonathon Dornbrush）称之为“令人惊叹的游戏”。GameSpot的艾德蒙·特兰（Edmon Tran）说这款游戏”让人感到无尽的满足”，而且它是“蜘蛛侠最大的快乐”。Game Informer的安德鲁·雷纳（Andrew Reiner）认为蜘蛛丝的机制“十分流畅”，并且他因为游戏实在太有趣而从来没有用过快速传送系统。

### 销售
官方於2018年9月20日宣布，遊戲發售3天的銷售量達到了330萬套。打破了《戰神》五天銷售310萬的紀錄。另外遊戲的預購數量達到100萬套，超越了之前的紀錄。
中国大陆方面，索尼曾在2018年ChinaJoy游戏展上展出过《蜘蛛侠》的国行版本，但因为遭遇“版号寒冬”等原因，最后仅在中国大陆地区发售了不包含游戏本体的《蜘蛛侠》限定版主机套装。
| 公布时间   | 销量         | 备注                          |
| ---------- | ------------ | ----------------------------- |
| 2018-09-20 | 330万份      | 为发售后3天内销量             |
| 2019-01-07 | 超过900万份  | SIE公布，数据截止到2018-11-25 |
| 2019-08-20 | 超过1320万份 | SIE公布，数据截止到2019-07-28 |

### 獎項
| 年份 | 獎項                   | 類別                      | 結果 | 來源                 |
| ---- | ---------------------- | ------------------------- | ---- | -------------------- |
| 2016 | 金搖桿獎               | 最期待遊戲                | 提名 | [ 40 ]               |
| 2017 | 金搖桿獎               | 最期待遊戲                | 提名 | [ 41 ]               |
| 2017 | 遊戲大獎               | 最受期待游戏              | 提名 | [ 42 ]               |
| 2017 | Hardcore Gamer最佳E3獎 | 最佳動作遊戲              | 獲獎 | [ 43 ]               |
| 2017 | Hardcore Gamer最佳E3獎 | 最佳PlayStation 4遊戲     | 獲獎 | [ 44 ]               |
| 2017 | Hardcore Gamer最佳E3獎 | 最佳展出遊戲              | 獲獎 | [ 45 ]               |
| 2018 | 遊戲評論家獎           | 最佳展出                  | 提名 | [ 46 ] [ 47 ]        |
| 2018 | 遊戲評論家獎           | 最佳主機遊戲              | 獲獎 | [ 46 ] [ 47 ]        |
| 2018 | 遊戲評論家獎           | 最佳動作/冒險遊戲         | 獲獎 | [ 46 ] [ 47 ]        |
| 2018 | 金搖桿獎               | 最佳敘事                  | 提名 | [ 48 ] [ 49 ] [ 50 ] |
| 2018 | 金搖桿獎               | 年度PlayStation遊戲       | 提名 | [ 48 ] [ 49 ] [ 50 ] |
| 2018 | 金搖桿獎               | 年度遊戲                  | 提名 | [ 48 ] [ 49 ] [ 50 ] |
| 2018 | 遊戲大獎               | 年度遊戲                  | 提名 | [ 51 ]               |
| 2018 | 遊戲大獎               | 最佳遊戲指導              | 提名 | [ 51 ]               |
| 2018 | 遊戲大獎               | 最佳遊戲敘事              | 提名 | [ 51 ]               |
| 2018 | 遊戲大獎               | 最佳原聲/音樂             | 提名 | [ 51 ]               |
| 2018 | 遊戲大獎               | 最佳聲效設計              | 提名 | [ 51 ]               |
| 2018 | 遊戲大獎               | 最佳配音（尤里·洛文塔爾） | 提名 | [ 51 ]               |
| 2018 | 遊戲大獎               | 最佳聲效設計              | 提名 | [ 51 ]               |

## 其他媒體
遊戲中的蜘蛛俠將出現在漫畫《蜘蛛末日》（Spidergeddon）中，其故事情節會由《蜘蛛俠》的編劇克里斯托斯·蓋奇撰寫，他指出漫畫會發生在遊戲劇情之後。《蜘蛛末日》的第零章會在2018年9月26日發行。
在2018年动画电影中，彼得·帕克的秘密基地中有一款源自本作游戏的蜘蛛侠服装。

## 外部連結
- 官方网站（英文）